# 馬枢
馬枢（馬樞、ば すう、522年 - 581年）は、南朝梁から陳にかけての学者・隠者。字は要理。本貫は扶風郡郿県。

## 経歴
斉の竟陵王録事参軍の馬霊慶の孫にあたる。幼くして父母をともに失い、父方のおばに養育された。6歳で『孝経』・『論語』・『老子』を暗誦することができたとされる。成長すると経書や史書を広く究め、とくに仏教経典や『周易』・『老子』の解釈を専門とした。
梁の邵陵王蕭綸が南徐州刺史となると、学士として召された。あるとき蕭綸は『大品経』を自ら講義し、馬枢には『維摩経』・『老子』・『周易』を講義させて、聴講者は2000人にのぼった。侯景の乱が起こると、蕭綸は挙兵して建康の援軍におもむき、書物2万巻を残して馬枢に任せた。馬枢はそれらの書物を通読すると、山林の隠者となる志を抱き、茅山に隠れ住んだ。馬枢は秋と冬の変わり目ごとに京口に住む旧友を訪ねて遊歴した。
天嘉元年（560年）、陳の文帝が度支尚書として召そうとしたが、馬枢は固辞して命に応じなかった。鄱陽王陳伯山が南徐州刺史となると、たびたび使者を派遣して召そうとしたが、馬枢は病と称して固辞した。門人が勧めたため、馬枢はやむなくおもむいた。陳伯山は別室を築いて馬枢を住まわせようとしたが、馬枢はその壮麗を嫌って、自ら竹林のあいだに茅と茨で居宅を築いて住んだ。
太建13年（581年）、死去した。享年は60。著書の『道覚論』20巻が当時に通行した。

## 伝記資料
- 『陳書』巻19 列伝第13
- 『南史』巻76 列伝第66